# Challenger de Surbiton
El Surbiton Trophy es un torneo de tenis profesional  jugado en canchas Césped al aire libre. Actualmente forma parte de la Asociación de Tenistas Profesionales (ATP) Challenger Tour. Se celebra anualmente en Reino Unido, desde 1998.

## Resultados

### Individuales
| Año       | Campeón                                        | Finalista                                      | Resultado                                      |
| --------- | ---------------------------------------------- | ---------------------------------------------- | ---------------------------------------------- |
| 2024      | Lloyd Harris                                   | Leandro Riedi                                  | 7–68, 7–5                                      |
| 2023      | Andy Murray                                    | Jurij Rodionov                                 | 6–3, 6–2                                       |
| 2022      | Jordan Thompson                                | Denis Kudla                                    | 7–5, 6–3                                       |
| 2020–2021 | Torneo cancelado debido a la pandemia COVID-19 | Torneo cancelado debido a la pandemia COVID-19 | Torneo cancelado debido a la pandemia COVID-19 |
| 2019      | Daniel Evans                                   | Viktor Troicki                                 | 6–2, 6–3                                       |
| 2018      | Jérémy Chardy                                  | Alex de Minaur                                 | 6–4, 4–6, 6–2                                  |
| 2017      | Yūichi Sugita                                  | Gonzalo Quintana                               | 7–67, 7–68                                     |
| 2016      | Lu Yen-hsun                                    | Marius Copil                                   | 7–5, 7–611                                     |
| 2015      | Matthew Ebden                                  | Denis Kudla                                    | 6–7(4), 6–4, 7–6(5)                            |

### Dobles
| Año       | Campeones                                      | Finalistas                                     | Resultado                                      |
| --------- | ---------------------------------------------- | ---------------------------------------------- | ---------------------------------------------- |
| 2024      | Julian Cash Robert Galloway                    | Nicolás Barrientos Diego Hidalgo               | 6–4, 6–4                                       |
| 2023      | Liam Broady Jonny O'Mara                       | Alexei Popyrin Aleksandar Vukic                | 6–4, 5–7, [10–8]                               |
| 2022      | Julian Cash Henry Patten                       | Aleksandr Nedovyesov Aisam-ul-Haq Qureshi      | 4–6, 6–3, [11–9]                               |
| 2020–2021 | Torneo cancelado debido a la pandemia COVID-19 | Torneo cancelado debido a la pandemia COVID-19 | Torneo cancelado debido a la pandemia COVID-19 |
| 2019      | Marcel Granollers Ben McLachlan                | Kwon Soon-woo Ramkumar Ramanathan              | 4–6, 6–3, [10–2]                               |
| 2018      | Luke Bambridge Jonny O'Mara                    | Ken Skupski Neal Skupski                       | 7–6(13–11), 4–6, [10–7]                        |
| 2017      | Marcus Daniell Aisam-ul-Haq Qureshi            | Treat Huey Denis Kudla                         | 6–3, 7–6(0)                                    |
| 2016      | Purav Raja Divij Sharan                        | Ken Skupski Neal Skupski                       | 7–6(5), 6–1                                    |
| 2015      | Ken Skupski Neal Skupski                       | Marcus Daniell Marcelo Demoliner               | 6–3, 6–4                                       |